# يوهان ياكوب باخوفن
يوهان ياكوب باخوفن (22 ديسمبر 1815 - 25 نوفمبر 1887) (بالألمانية: Johann Jakob Bachofen) هو مؤرخ سويسري للقانون والدين. ويعد كتابه «حق الأمومة» (1861) عملاً رائداً في دراسة تاريخ الأسرة وخاصة الأسرة الأمومية. انتقد انجلز فلسفته في كتابه «أصل العائلة والملكية الخاصة والدولة».

## روابط خارجية
- يوهان ياكوب باخوفن على موقع الموسوعة البريطانية (الإنجليزية)